# Chitila
Chitila là một thị xã thuộc hạt Ilfov, România. Dân số thời điểm năm 2002 là 12650 người.